# Christian Tybring-Gjedde
Christian Tybring-Gjedde, född 8 augusti 1963 i Oslo, är en norsk vattenpolomålvakt och politiker (Fremskrittspartiet). Han är stortingsledamot sedan 2005.
Tybring-Gjedde studerade vid Loyola University Chicago på ett vattenpolostipendium och spelade på collegenivå. Efter studierna i Chicago fortsatte han med internationella studier vid University of Denver. Han är gift med partikamraten Ingvil Smines Tybring-Gjedde, medan hans dotter Mathilde Tybring-Gjedde är politiker för Høyre.
Tybring-Gjedde har två gånger nominerat Donald Trump till Nobels fredspris. Den andra gången gällde nomineringen avtalet mellan Israel och Förenade Arabemiraten. Trump ringde Tybring-Gjedde 2020 för att tacka för nomineringen.